# Alcolea del Pinar (kommunhuvudort)
Alcolea del Pinar är en kommunhuvudort i Spanien.   Den ligger i provinsen Provincia de Guadalajara och regionen Kastilien-La Mancha, i den centrala delen av landet, 120 km nordost om huvudstaden Madrid. Alcolea del Pinar ligger 1 202 meter över havet och antalet invånare är 424.
Terrängen runt Alcolea del Pinar är huvudsakligen platt. Alcolea del Pinar ligger uppe på en höjd. Runt Alcolea del Pinar är det mycket glesbefolkat, med 3 invånare per kvadratkilometer. Närmaste större samhälle är Sigüenza, 15,2 km väster om Alcolea del Pinar. 